# Carl Mydans
Carl Mydans (Boston, 20 maggio 1907 – Larchmont, 16 agosto 2004) è stato un fotografo statunitense.

## Biografia
È stato un fotografo americano che ha lavorato per la Farm Security Administration e il magazine Life.
Mydans si è dedicato alla fotografia mentre era al college della Boston University. Mentre lavorava al Boston University News come studente universitario, i suoi lavori da reporter sono stati per il Boston Globe e il Boston Herald. Dopo il college, si recò a New York come scrittore per American Banker e poi nel 1935 a Washington per unirsi a un gruppo di fotografi della Farm Security Administration.
Nel 1936 si aggregò a Life come uno dei suoi primi fotografi dello staff (Alfred Eisenstaedt, Margaret Bourke-White, Thomas McAvoy e Peter Stackpole sono stati i fotografi dello staff originale) e un pionieristico fotoreporter.
Mydans ha registrato immagini fotografiche della vita e della morte in tutta Europa e in Asia durante la seconda guerra mondiale. Nel 1941, il fotografo e sua moglie Shelley, lei stessa giornalista, sono stati catturati dalle forze d'invasione giapponese nelle Filippine, tenuti per quasi un anno a Manila, poi per un altro anno a Shanghai, in Cina, prima di essere liberato come parte di scambio di un prigioniero di guerra.
Mydans fu rimandato alla guerra in Europa per le battaglie chiave in Italia e Francia. Nel 1944, Mydans è tornato nelle Filippine per seguire il generale MacArthur, dove scattò per lui alcune delle fotografie più famose.
Alcune delle immagini più famose Mydans includono: il bombardamento di Chongqing, la resa giapponese a bordo della USS Missouri nel 1945; cittadini francesi arrabbiati che rasavano le teste delle donne accusate di dormire con i tedeschi durante l'occupazione nel 1944; una stanza piena di entusiasti giovani reali e i loro compassati parenti più anziani nel 1954 e un ritratto del 1950 Douglas MacArthur che fuma la pipa.

## Galleria d'immagini

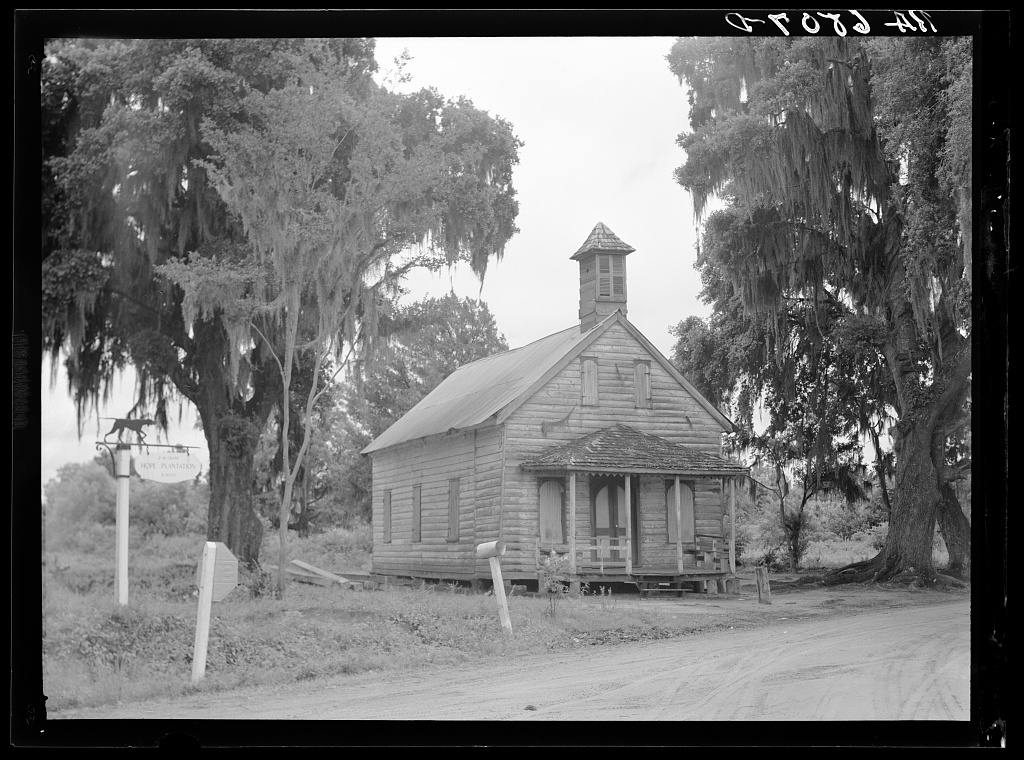
Church at crossroads on sealevel highway, south of Charleston, South Carolina, 1936
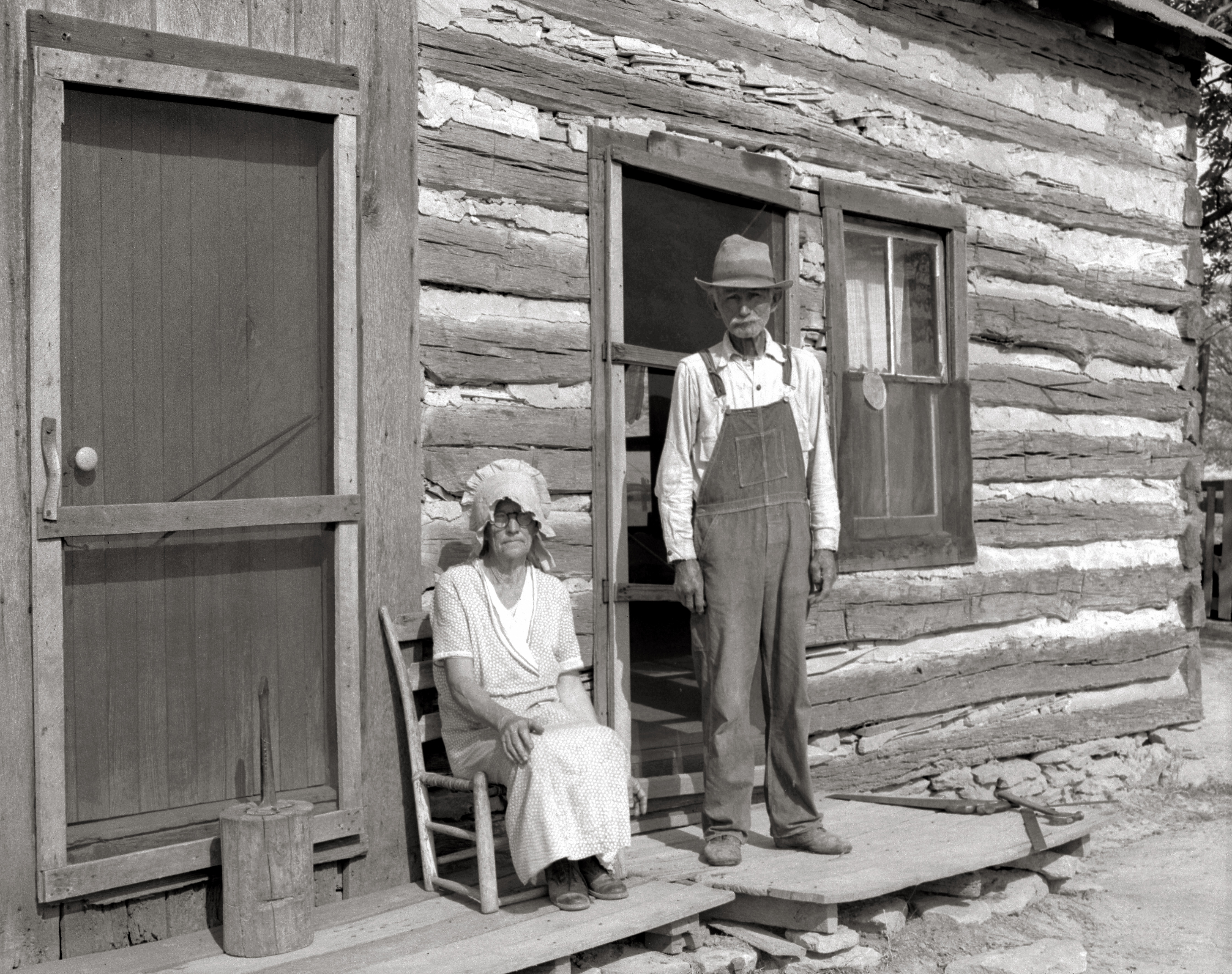
Mr. and Mrs. Nick Phillips, Ashland Missouri, 1936
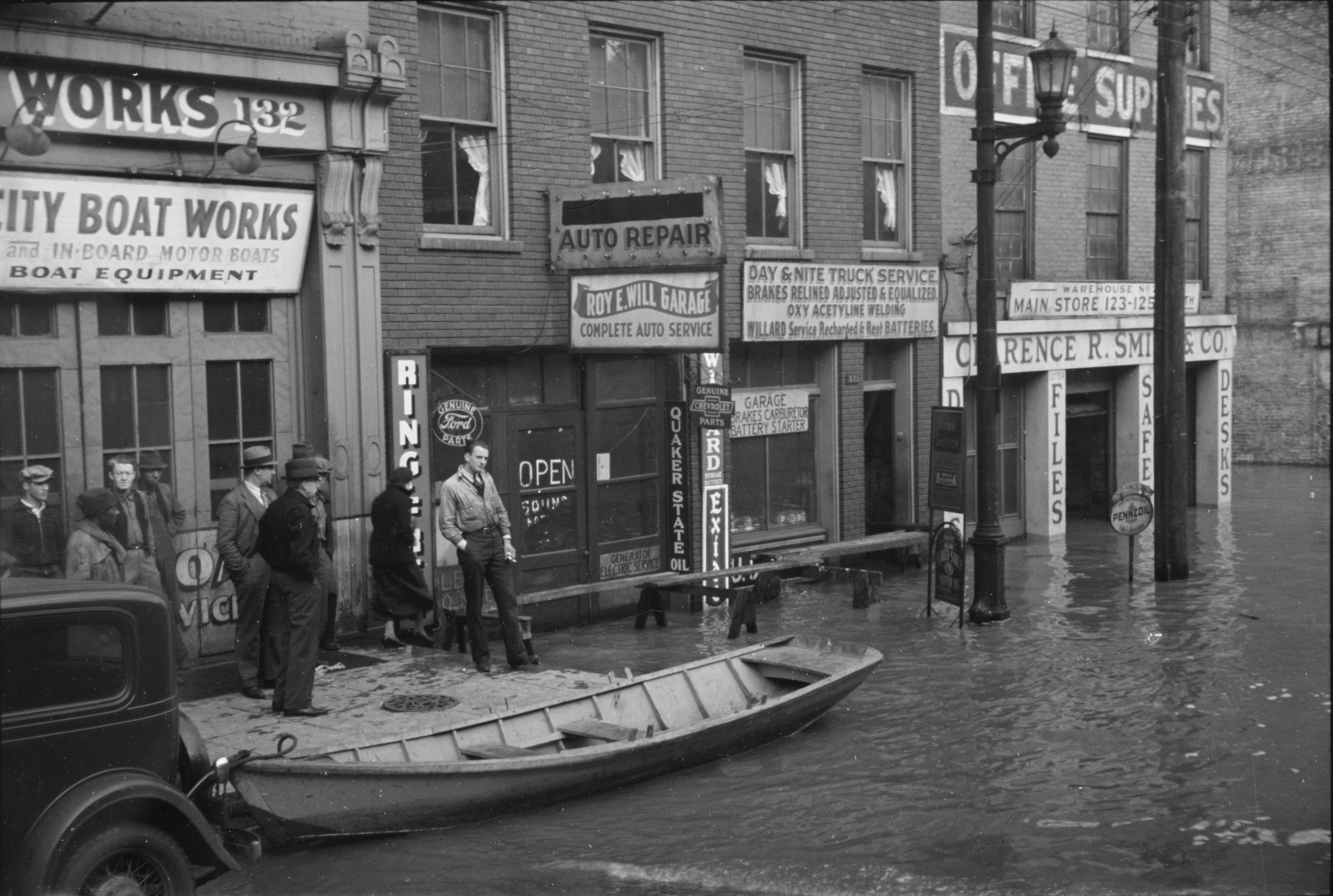
Fiume Ohio flooding, 1937
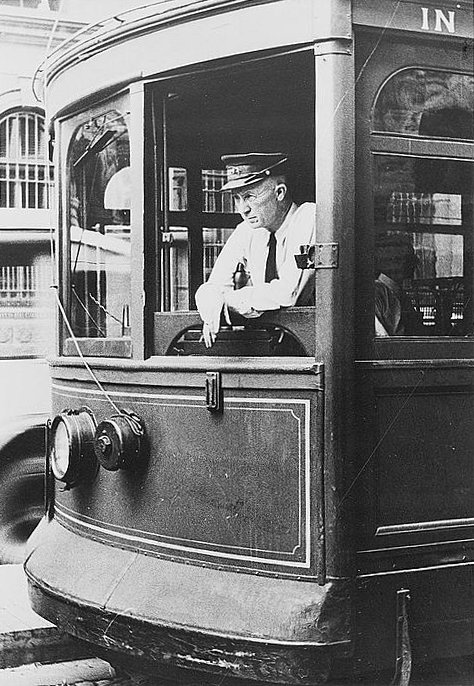
Street car motorman. Washington, D.C., 1936